# Мост Эрци
Мост Эрци или Восьмой Уханьский мост (кит. 武汉二七长江大桥) — комбинированный мостовой переход, пересекающий реку Янцзы, расположенный на территории города субпровинциального значения Ухань; 22-й по длине основного пролёта вантовый мост в мире (16-й в Китае). Является частью Второй кольцевой автодороги Уханя.

## Характеристика
Мост соединяет западный берег реки Янцзы район Цзянань с восточным берегом районом Учан города субпровинциального значения Ухань.
Длина мостового перехода — 6507 м, в том числе мост 2992 м и вспомогательные мостовые подходы 3585 м. Мостовой переход представлен секцией трёхпилонного вантового моста с двумя основными пролётами длиной по 616 м, западной секцией мостом балочной конструкции, двумя мостовыми подходами с обеих сторон. Высота основных башенных опор — 209 м. Башенные опоры имеют форму перевёрнутой буквы Y. 
Имеет 8 полос движения (по четыре в обе стороны) для движения транспорта со скоростью 60 км/час.
Мост стал восьмым по очередности открытия мостом в Ухане через реку Янцзы. Мост построен компанией CCCC Second Harbour Engineering Company LTD. Строительство моста обошлось в 7,284 млрд. юаней.